# Вооружённые силы Киликийской Армении
Вооружённые силы Киликийской Армении (арм. Կիլիկյան Հայաստանի զինված ուժեր) — военная организация в Киликийском армянском царстве, предназначенная для отражения агрессии, защиты территориальной целостности и неприкосновенности её территории.

## История
Сильная армия нужна была Киликийской Армении для отпора многочисленным внешним врагам этого средиземноморского государства. С этой целью при короле Левоне II на границах страны были построены новые крепости и поставлены постоянные гарнизоны. Армия необходимa была и для грабительских походов за захват чужой территории и пленных, которых, как правило, превращали в рабов.
Практически весь период существования Киликийской Армении является длительной борьбой с иноземными государствами, что сделало военное сословие влиятельным слоем киликийского армянского общества.
В руках государства в лице царя армия была важнейшим орудием для удержания в покорности армянских феодалов и подавления центробежных, оппозиционных сил страны. Внутри страны вооруженные силы нужны были феодалам не только для подавления сопротивления крестьян и ремесленников, как главной их функции, но и для подавления сепаратистских стремлений греков и крестоносцев, проживавших в Киликии.

## Командование
Верховным главнокомандующим всех вооружённых сил Киликийской Армении был король. Главнокомандующим войсками был спарапет (гундстабль). Двумя его непосредственными помощниками спарапета были: мараджахт (арм. մարաջախտ букв. «маршал»), возглавлявший интендантскую службу и спасалар (арм. սպասալար), командующий конницей (айрудзи).

## Военная служба
Военное устройство Киликийской Армении основывалось на средневековой военно-ленной системе. Все крупные и мелкие бароны, а также дзиаворы (арм. ձիավոր букв. «рыцари») были обязаны служить королю. Отказ от службы или самовольный уход вассала считались изменой королю и карались по закону. Военная служба феодалов и особенно рыцарей обуславливала земельные пожалования им со стороны короля. Независимо от формы земельного владения (вотчина или поместье), все армянские феодалы должны были, как правило, объединять свои вооруженные силы для выполнения ими как внутренних и внешних задач.
В обязанность вассалов короля входило сохранение важнейших крепостей страны в годности и боевой готовности. Помимо царя, в своём распоряжении военные отряды имели также и владетельные князья и особенно те из них, которым была поручена защита границ.

### Рыцарство
Среди всех категорий военнослужащих особое место отводилось дзиаворам, то есть рыцарям. Рыцари служили также в качестве герольдов (вестников). Рыцарство являлось одной из опор киликийских королей и его принимало активное участие в организации дворцовых приемов и торжеств. Есть мнение, что, возможно, в Киликии не было армянских рыцарских орденов, поскольку там имелась регулярная армия. Однако имеются также сведения, что киликийские армяне ввели у себя институт рыцарства. Посвящение в рыцари производилось с исполнением определенных строго прописанных обрядов и по поводу какого-либо события, достойного быть отмеченным (например, коронации, праздники, победы, дворцовые торжества и т. д.).
Согласно «Инструкции о рыцарстве» дошедшей до нас в подлиннике, в рыцари посвящались лица из среды феодалов, достигшие 14-летнего возраста. Рыцарь (дзиаво́р) носил одежду синего цвета, с изображениями креста (под цвет золота) и верхового.
Рыцарство было двух рангов:
1. В первую категорию входили ишханы (князья), спарапеты и мараджахты (маршалы),
2. Во вторую категорию входили азаты и чиновники низших степеней.

Из среды рыцарей обучались дипломаты.

## Структура Вооружённых сил
Со второй половины XIII века Киликийская Армения имела регулярную армию, которая состояла из 12 тысяч кавалеристов и 50 тысяч пехотинцев. В мирное время королевская армия расквартировывалась в разных пунктах страны. Для содержания армии с населения взимался специальный налог. Кадровые военнослужащие получали ежегодное жалование: кавалеристы — в размере 12, а пехотинцы — 3 золотых монет. Как правило, дворяне за военную службу получали «хрог» — «кормление» с населения, прикрепленного к ним. Кроме того, воины присваивали определенную часть военной добычи, как это установлено в § 1 Судебнике Смбата Спарапета.

### Сухопутные войска

#### Кавалерия
Ядром сухопутных войск Киликии являлась кавалерия (айрудзи). Постоянная армия комплектовалась, в основном, из дворян, а также из других лиц, проходивших соответствующую военную подготовку и получавших звание дзиавора (арм. ձիավոր букв. конник), то есть рыцаря. В военном деле и в деле подготовки военных специалистов в Киликии были введены военное обучение, форменная одежда, воинские чины и звания. Подобно рыцарским орденам крестоносцев, в Киликийской Армении были установлены определенные ступени обучения и достижения звания «дзиавора» — рыцаря. Армянские дзиаворы одевались и снаряжались как крестоносцы.

#### Пехота
Помимо кавалерии, в состав вооружённых сила входила также пехота, составлявшая подавляющее большинство войска в военное время. Во время войны на службу призывались также горожане и крестьяне, составлявшие пехоту «рамиков» (арм. ռամիկ букв. «простонародье»). В таком случае при мобилизации численность войск насчитывалась от 80—100 тысяч воинов. Существовали специализированные отряды конников, стрелков из лука, колесничьих, вооруженных секирою. Кроме того, имелся и обслуживавший персонал из военных врачей, обозников и др. Для призывников, особенно для азатов, было введено военное обучение.

### Военно-морские силы
Киликийская Армения располагала собственным военно-торговым флотом, в котором служили армянские моряки. Армянские купцы были также судовладельцами, занимались мореплаванием и заморской торговлей. Кораблестроение в стране получило широкое распространение.
Армения постоянно соперничала с Генуей и Венецией за господство на морях, что часто перерастало в войны. Войны эти довольно часто имела своим театром территориальные воды Киликийской Армении и её побережье. Армянские и иностранные хронисты-очевидцы событий (Сануто, Дандоло, генуэзский аноним, Хетум и другие) сообщают многочисленные эпизоды этой долгой борьбы, имевшей место в водах Киликии, её портах и на побережье.